# AVC-Intra
AVC-Intra est un codec vidéo développé par Panasonic. Il est utilisé dans de nombreux matériels professionnels haute définition, des caméras Panasonic équipées de cartes P2 à de nombreux logiciels professionnels de montage vidéo. L'AVC-Intra se décline en deux normes, 50 ou 100 Mbit/s, et permet une meilleure compression que les codecs précédemment utilisées par la firme, le rendant plus souple lors du transfert de fichiers, mais demandant plus de calculs. Il est basé sur la norme H.264/AVC, mais est un codec intra-image.

## Spécifications techniques
AVC-Intra 50
- Débit : 50 Mbit/s ; la taille de chaque image est fixe
- Taille d'image : 1440*1080 ; 960*720
- 4:2:0
- 10 bits

AVC-Intra 100
- 100 Mbit/s
- 1920*1080 ; 1280*720
- 4:2:2
- 10 bits

Dans les deux cas, les fréquences d'image disponibles sont :
- Pour le 1920*1080/1440*1080 : 23,98p / 25p / 29,97p / 50i /59,94i
- Pour le 1280*720/960*720 : 23,98p /25p / 29,97p / 50p / 59,94p